# Rocoto relleno

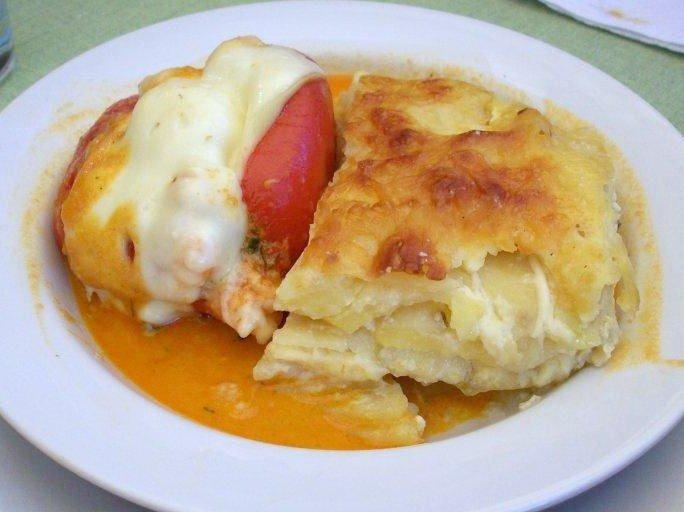
Rocoto relleno à Arequipa.

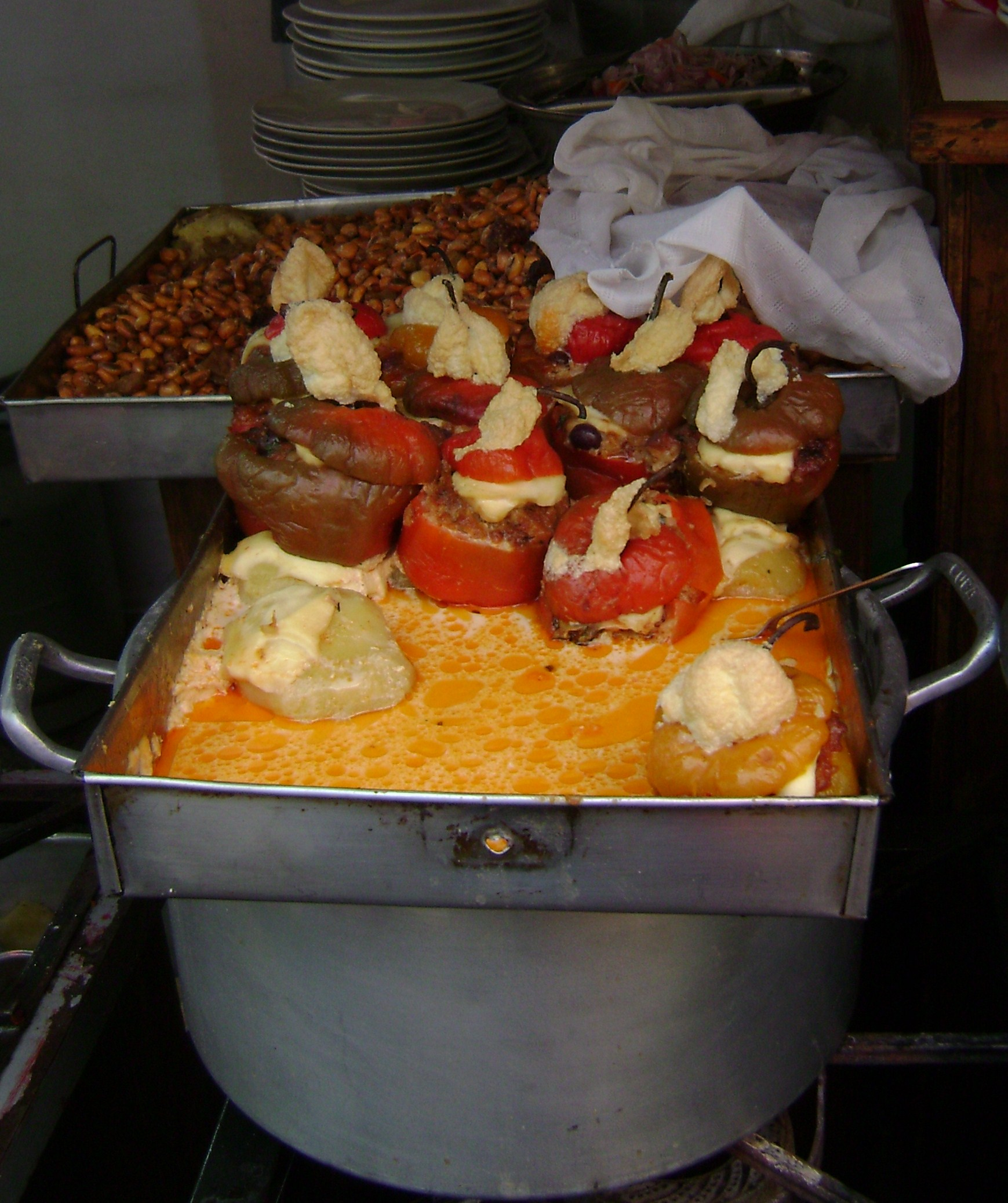
Rocoto relleno à Lima.

Le rocoto relleno est un plat péruvien originaire d'Arequipa. Celui-ci est fabriqué à partir de piment rocoto (Capsicum pubescens), un fruit très épicé semblable au poivron, caractérisé par son goût sucré et ayant une forme plutôt ronde. Sa taille peut varier selon l’espèce. Le rocoto relleno est l'un des produits phares de la gastronomie péruvienne.

## Caractéristiques
Il s'agit d'un plat piquant dans lequel le piment rocoto est farci de viande hachée, de l'huile d'olive, de petits pois, de fromage frais, le tout assaisonné avec du cumin et du persil haché. Le plat est cuit au four et servi chaud. Dans les restaurants d'Arequipa, ou de cuisine typique d'Arequipa, le rocoto relleno est servi traditionnellement avec une pomme de terre cuite au four. Depuis quelques années, il est servi souvent avec le traditionnel pastel de papa (« gâteau de pomme de terre »), qui combine couches des pommes de terre blanches, tumbay ou d'autres variétés régionales, avec du fromage frais ou fromage blanc.

## Dans la culture
L'écrivain péruvien Carlos Herrera a écrit une fiction sur le rocoto relleno,. Dans son récit, un homme nommé Manuel Masias passe un accord avec le Diable afin de récupérer l'âme de sa jeune fille décédée. Il doit lui servir un dîner qui doit rassasier sa faim. S’il réussit, il retrouve en échange l'âme de sa fille. Il décide alors d’inventer le rocoto relleno et de l’inclure entre les plats qu’il sert au Diable. Le Diable est plus que satisfait par le dîner et libère l'âme de la jeune fille.